# Serianthes robinsonii
Serianthes robinsonii är en ärtväxtart som beskrevs av Francis Raymond Fosberg. Serianthes robinsonii ingår i släktet Serianthes och familjen ärtväxter. Inga underarter finns listade i Catalogue of Life.